# GPR61
GPR61 (англ. G protein-coupled receptor 61) – білок, який кодується однойменним геном, розташованим у людей на короткому плечі 1-ї хромосоми. Довжина поліпептидного ланцюга білка становить 451 амінокислот, а молекулярна маса — 49 292.
| 10         |  | 20         |  | 30         |  | 40         |  | 50         |
| ---------- |  | ---------- |  | ---------- |  | ---------- |  | ---------- |
| MESSPIPQSS |  | GNSSTLGRVP |  | QTPGPSTASG |  | VPEVGLRDVA |  | SESVALFFML |
| LLDLTAVAGN |  | AAVMAVIAKT |  | PALRKFVFVF |  | HLCLVDLLAA |  | LTLMPLAMLS |
| SSALFDHALF |  | GEVACRLYLF |  | LSVCFVSLAI |  | LSVSAINVER |  | YYYVVHPMRY |
| EVRMTLGLVA |  | SVLVGVWVKA |  | LAMASVPVLG |  | RVSWEEGAPS |  | VPPGCSLQWS |
| HSAYCQLFVV |  | VFAVLYFLLP |  | LLLILVVYCS |  | MFRVARVAAM |  | QHGPLPTWME |
| TPRQRSESLS |  | SRSTMVTSSG |  | APQTTPHRTF |  | GGGKAAVVLL |  | AVGGQFLLCW |
| LPYFSFHLYV |  | ALSAQPISTG |  | QVESVVTWIG |  | YFCFTSNPFF |  | YGCLNRQIRG |
| ELSKQFVCFF |  | KPAPEEELRL |  | PSREGSIEEN |  | FLQFLQGTGC |  | PSESWVSRPL |
| PSPKQEPPAV |  | DFRIPGQIAE |  | ETSEFLEQQL |  | TSDIIMSDSY |  | LRPAASPRLE |
| S          |  |            |  |            |  |            |  |            |

A: Аланін

C: Цистеїн

D: Аспарагінова кислота

E: Глутамінова кислота

F: Фенілаланін

G: Гліцин

H: Гістидин

I: Ізолейцин

K: Лізин

L: Лейцин

M: Метіонін

N: Аспарагін

P: Пролін

Q: Глутамін

R: Аргінін

S: Серин

T: Треонін

V: Валін

W: Триптофан

Кодований геном білок за функціями належить до рецепторів, g-білокспряжених рецепторів, білків внутрішньоклітинного сигналінгу. 
Локалізований у клітинній мембрані, мембрані.